# 韦特卢日斯基 (科斯特罗马州)
韦特卢日斯基（羅馬化：Vetluzhskiy），1961年之前称戈雷希（Голыши），是俄罗斯科斯特罗马州的市级镇，属州辖市沙里亚市，位于伏尔加河支流韦特卢加河畔，地处科斯特罗马州东部，东侧靠近沙里亚市西北郊，在州府科斯特罗马东北方。
该地2021年人口有11,671人；2010年人口12,224；2002年人口13,576；1989年人口15,029。